# Margarida Tomé
Maria Margarida Branco de Brito Tavares Tomé, más conocida como Margarida Tomé, (Lisboa, 1954) es una investigadora portuguesa reconocida internacionalmente por su contribución al desarrollo de modelos matemáticos y herramientas tecnológicas aplicadas a la gestión forestal sostenible. En 2024, fue fue investida doctora honoris causa por la Universidad Politécnica de Madrid (UPM).

## Trayectoria
Inició sus estudios en ciencias forestales en la década de 1980, y se licenció en Silvicultura y Matemáticas aplicadas, en la Universidad de Lisboa, donde ya comenzó a interesarse por la interacción entre la ciencia y la gestión práctica de los ecosistemas forestales. Posteriormente se doctoró en Biometría forestal, centrándose en el desarrollo de modelos forestales para evaluar el crecimiento y la producción de los bosques en el contexto ibérico, con una tesis doctoral que integraba datos empíricos con modelos matemáticos.
Inició su carrera profesional en las Direcciones Generales de Servicios Forestales y Fomento Forestal, antes de incorporarse al ámbito académico en 1975 como profesora en el Instituto Superior de Agronomía de la Universidad de Lisboa. Entre 2000 y 2004, fue miembro del Consejo Científico Asesor del Instituto Forestal Europeo (EFI), y entre 2002 y 2006 presidió el Instituto Europeo del Bosque Cultivado. Desde 2001, es coeditora de la serie de libros científicos Managing Forest Ecosystems de Springer. Entre 2005 y 2014, coordinó la División 4.0 de la Unión Internacional de Organizaciones de Investigación Forestal (IUFRO). En 2023, fue nombrada vicepresidenta del Consejo del EFI.
Tomé es autora de numerosos estudios y publicaciones científicas relacionados con la modelización forestal y ha colaborado con instituciones internacionales en proyectos para la protección y conservación de los recursos naturales. Además, ha participado activamente en foros y congresos relacionados con la silvicultura. Fue una de las ponentes principales en el VII Congreso Forestal Español, donde compartió sus conocimientos sobre innovación y sostenibilidad en el ámbito forestal.
Es profesora catedrática en el Instituto Superior de Agronomía, donde coordina la línea de investigación Forest Ecosystem Management under Global Change (ForChange) del Centro de Estudios Forestales. A lo largo de su carrera, ha liderado y participado en numerosos proyectos nacionales e internacionales enfocados en el monitoreo de la sostenibilidad forestal, la modelización del crecimiento de los bosques y el desarrollo de herramientas para la gestión sostenible de ecosistemas. Ha publicado más de 300 trabajos científicos, incluyendo 91 artículos en revistas internacionales revisadas por pares.
Es especialmente conocida por su contribución al desarrollo de modelos matemáticos y herramientas tecnológicas aplicadas a la gestión forestal sostenible. Estos modelos han sido adoptados en diversas regiones para optimizar el uso de los recursos forestales, reducir el impacto ambiental y promover la resiliencia de los bosques frente al cambio climático. Su labor ha sido fundamental para la implementación de estrategias basadas en la evidencia científica, que permiten equilibrar las necesidades económicas, sociales y ecológicas de los bosques.

## Reconocimientos
En 2023, Margarida Tomé recibió el Premio Alumni del Año del Instituto Superior de Agronomía por su contribución al campo de las ciencias forestales. Al año siguiente, en julio de 2024, fue investida doctora honoris causa por la Universidad Politécnica de Madrid (UPM), que destacó su papel como pionera y figura clave en la ciencia forestal ibérica y mediterránea, así como su labor en el desarrollo de herramientas para la gestión forestal sostenible.